# Patowmack Canal
Der Patowmack Canal, auch Potowmack Canal besteht aus einer Folge von fünf stillgelegten Kanälen in den Bundesstaaten Maryland und Virginia in den USA, die dazu dienten Stromschnellen im Potomac River oberhalb von Washington DC zu umgehen. Der bekannteste Teil war der Umgehungskanal von Great Falls in Virginia, der von 1802 bis 1828 in Betrieb war, bevor er vom Chesapeake and Ohio Canal auf der anderen Seite des Potomac Rivers ersetzt wurde. Trotz der kurzen Betriebszeit ist das Projekt als erstes großes Bauwerk für die amerikanischen Binnenschifffahrt von Bedeutung. Die Überreste dieses Abschnitts werden im Great Falls Park vom National Park Service erhalten. Sie sind Teil des ersten umfassenden Systems von Binnenschifffahrtskanälen in den Vereinigten Staaten, ein Denkmal der Ingenieurbautechnik und eine historische Stätte von nationaler Bedeutung. 

## Geschichte
In den Jahren nach der Amerikanischen Revolution lebte fast die Hälfte der US-Bevölkerung westlich der Appalachen und hatte somit schlechten Zugang zu den für den Handel wichtigen Häfen an der Ostküste. Als junger Landvermesser erkundete George Washington den Oberlauf des Potomac Rivers und war zeitlebens davon überzeugt, dass es möglich wäre, die sich rasch entwickelnden Gebiete westlich der Appalachen über Kanäle an den Oberläufen vom Potomac und Ohio mit den Häfen im Osten zu verbinden.
Washington gründete deshalb 1785 die Potowmack Company, um den Potomac River für die Binnenschifffahrt nutzbar zu machen. Die Gesellschaft baute fünf Kanäle, wovon der aufwändigste der Umgehungskanal von Great Falls in Virginia war, wo der Potomac beinahe 25 Meter abfällt. Dieser Abschnitt erforderte den Bau von fünf aufeinanderfolgenden Schleusen, von denen die letzten drei aus dem Fels gesprengt wurden. Er wurde 1802 dem Betrieb übergeben. 
Die Binnenschifffahrt begann zu florieren. Im Jahr 1811, dem besten Jahr der Potowmack Company, transportierten mehr als 1300 Schiffe 16.350 Tonnen Waren. Talwärts wurden Mehl, Whisky, Tabak und Eisen transportiert, bergwärts Textilien, Eisenwaren und Schusswaffen. Die Gesellschaft nahm beinahe 23.000 US-Dollar ein, was im Vergleich zu den geleisteten Inventionen für den Kanalbau von 750.000 US-Dollar nicht besonders viel war. Mehrere Jahre mit Trockenheit und Hochwasser schmälerten die Einnahmen erheblich. Im Jahr 1821 war die Potomack Company mit 175.000 Dollar verschuldet und konnte keinen weiteren Kredite mehr aufnehmen. 1824 wurden die Vermögenswerte der Potomack Company an die Chesapeake and Ohio Canal Company übertragen, die den Bau einer beinahe 300 km langen, durchgehenden Wasserstraße entlang des Potomacs anstrebte. Die Bauarbeiten für den Chesapeake and Ohio Canal begannen 1828, die für den Great Falls Canal errichteten Schleusen wurden noch im selben Jahr stillgelegt. Der Chesapeake and Ohio Canal, der von Washington DC nach Cumberland in Maryland führte, war bis 1924 in Betrieb und ist heute im Chesapeake and Ohio Canal National Historical Park erhalten.  